# جو دانتي

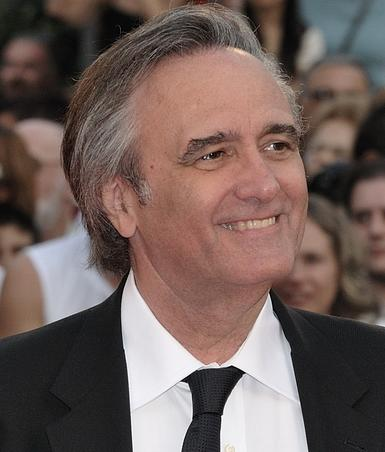
جو دانتي عام 2009

جو دانتي (بالإنجليزية: Joe Dante) ، من مواليد 28 نوفمبر 1946 ، وهو ممثل سينمائي ومخرج ومنتج أفلام أمريكي ، أخرج عدة أفلام ، ومنها فيلم لوني تونز: باك إن أكشن عام 2003م.

## وصلات خارجية
- Interview with Joe Dante, Part 1, MUBI
- Interview with Joe Dante, Part 2, MUBI
- جو دانتي على موقع IMDb (الإنجليزية)
- جو دانتي على موقع مونزينجر (الألمانية)
- جو دانتي على موقع ألو سيني (الفرنسية)
- جو دانتي على موقع ميوزك برينز (الإنجليزية)
- جو دانتي على موقع تيرنر كلاسيك موفيز (الإنجليزية)
- جو دانتي على موقع أول موفي (الإنجليزية)
- جو دانتي على موقع قاعدة بيانات الأفلام السويدية (السويدية)
- جو دانتي على موقع إن إن دي بي (الإنجليزية)
- جو دانتي على موقع ديسكوغز (الإنجليزية)
- جو دانتي على موقع قاعدة بيانات الفيلم (الإنجليزية)